# Marcolino Esmeraldo de Souza Dantas
Dom Marcolino Esmeraldo de Souza Dantas (Inhambupe, 22 de janeiro de 1888 — Natal, 8 de abril de 1967) foi um arcebispo católico brasileiro. Foi 4º bispo de Natal, posteriormente seu 1º arcebispo. Teve como Sagrante Principal Dom Augusto Álvaro Cardeal da Silva e consagrantes Dom Ranulfo da Silva Farias e Dom Ático Eusébio da Rocha.

## Vida
Dom Marcolino Esmeraldo de Souza Dantas nasceu em Inhambupe, em 22 de janeiro de 1888. Foi ordenado sacerdote a 30 de outubro de 1910, na Bahia, e tornou-se o 4º Bispo de Natal em 1º de março de 1929 (com sagração episcopal em Salvador, a 19 de maio, e posse na Diocese desta Capital a 29 de junho daquele mesmo ano). Poeta, exímio trocadilhista, hábil e bem-humorado conversador; estimado por toda a comunidade, tinha sempre uma palavra de conforto para quantos o procuravam. Era membro da Academia Potiguar de Letras e do Instituto Histórico e Geográfico do Rio Grande do Norte. Percebe-se, neste rápido esboço, uma figura participativa na cidade do meado do século. Nos idos de 1944 sofreu um acidente 
automobilístico, em companhia dos - então - futuros bispos Dom José Adelino Dantas e Dom Heitor de Araújo Sales. A Diocese de Natal foi elevada à categoria de Arquidiocese a 16 de fevereiro de 1952 e, na mesma data, Dom Marcolino confirmado como Arcebispo da cidade.
Dom Marcolino Esmeraldo de Souza Dantas recebe do Vaticano a bula E. Diocesibus, criando a Diocese de Caicó. A notícia foi dada ao povo caicoense, a 8 de março de 1940, pelo padre Walfredo Dantas Gurgel, 
vigário da Matriz de Santana.
Faleceu em Natal, em 08 de abril de 1967.

## Ordenações Episcopias
Dom Marcolino foi o principal sagrante de:
- Dom José Adelino Dantas

Dom Marcolino fo Consagrante de:
- Dom José de Medeiros Delgado